# Jerónimo Merino

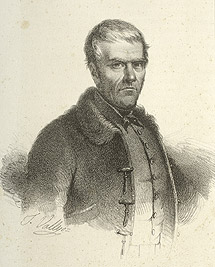
Jerónimo Merino.

Jerónimo Merino Cob, född den 30 september 1769 i Villoviado i Gamla Kastilien, död den 12 november 1844 i Alençon, var en spansk gerillahövding.
Merino, som var präst i sin hemort, gjorde sig under franska invasionen i Spanien (1808–1812) känd som skicklig och fruktansvärd friskarechef. Efter konstitutionsförändringen 1820 trädde el curo ("pastorn") ånyo i vapen, såsom den rojalistisk-klerikala reaktionens partigängare, och gick efter Ferdinand VII:s död 1833 i fält för don Carlos, med vilken han 1839 måste fly till Frankrike.